# Heavener
Heavener is een plaats (city) in de Amerikaanse staat Oklahoma, en valt bestuurlijk gezien onder Le Flore County.

## Demografie
Bij de volkstelling in 2000 werd het aantal inwoners vastgesteld op 3201.
In 2006 is het aantal inwoners door het United States Census Bureau geschat op 3265, een stijging van 64 (2.0%).

## Geografie
Volgens het United States Census Bureau beslaat de plaats een oppervlakte van
12,8 km², waarvan 12,7 km² land en 0,1 km² water. Heavener ligt op ongeveer 163 m boven zeeniveau.

## Plaatsen in de nabije omgeving
De onderstaande figuur toont nabijgelegen plaatsen in een straal van 28 km rond Heavener.